# Бримфілд (Іллінойс)
Бримфілд (англ. Brimfield) — селище (англ. village) в США, в окрузі Піорія штату Іллінойс. Населення — 778 осіб (2020).

## Географія
Бримфілд розташований за координатами 40°50′18″ пн. ш. 89°53′2″ зх. д. / 40.83833° пн. ш. 89.88389° зх. д. (40.838216, -89.883772).  За даними Бюро перепису населення США в 2010 році селище мало площу 2,03 км², з яких 2,02 км² — суходіл та 0,01 км² — водойми.

## Демографія
Згідно з переписом 2010 року, у селищі мешкало 868 осіб у 341 домогосподарстві у складі 236 родин. Густота населення становила 428 осіб/км².  Було 355 помешкань (175/км²).
Расовий склад населення:
| - 96,4 % — білих - 0,6 % — азіатів - 0,3 % — чорних або афроамериканців - 0,1 % — корінних американців |

До двох чи більше рас належало 2,0 %. Частка іспаномовних становила 0,7 % від усіх жителів.
За віковим діапазоном населення розподілялося таким чином: 29,8 % — особи молодші 18 років, 56,3 % — особи у віці 18—64 років, 13,9 % — особи у віці 65 років та старші. Медіана віку мешканця становила 35,2 року. На 100 осіб жіночої статі у селищі припадало 101,4 чоловіків;  на 100 жінок у віці від 18 років та старших — 92,1 чоловіків також старших 18 років.
Середній дохід на одне домашнє господарство  становив 69 348 доларів США (медіана — 62 067), а середній дохід на одну сім'ю — 75 713 долари (медіана — 69 167). Медіана доходів становила 49 423 долари для чоловіків та 43 500 доларів для жінок. За межею бідності перебувало 7,8 % осіб, у тому числі 6,3 % дітей у віці до 18 років та 2,8 % осіб у віці 65 років та старших.
Цивільне працевлаштоване населення становило 437 осіб. Основні галузі зайнятості: освіта, охорона здоров'я та соціальна допомога — 29,5 %, виробництво — 18,3 %, транспорт — 7,6 %, роздрібна торгівля — 7,6 %.